# Climaciella obtusa
Climaciella obtusa is een insect uit de familie van de Mantispidae, die tot de orde netvleugeligen (Neuroptera) behoort. 
Climaciella obtusa is voor het eerst wetenschappelijk beschreven door Hoffman in Penny in 2002.